# Veias paraumbilicais
A veias paraumbilicais são veias do abdômen.